# John Parke
John Parke   (Londres, 1745 - Londres, 2 d'agost de 1829) fou un oboista i compositor londinenc.
Va estudiar l'oboè sota Simpson i la teoria musical sota Baumgarten. William Thomas Parke era el seu germà petit. El 1768 John va ser nomenat oboé principal a l'òpera; i el mateix any va tocar al primer festival de Birmingham (Bunce), i també al festival "Three Choirs" a Hereford. Va continuar actuant als festivals de "Three Choirs" durant trenta-cinc anys.
El 1768 Fischer, l'oboista de Dresden, va arribar primer a Londres; les seves actuacions van estimular a Parke a una major ambició. Ell va demostrar el seu estil, i dos anys després va succeir a Fischer com a concertista a Vauxhall. El 1771 va acceptar una oferta avantatjosa de Garrick, sempre un bon amic, per convertir-se en el primer oboè del "Drury Lane Theatre". Això no va impedir el seu compromís amb Smith i Stanley com a director dels oratoris de la Quaresma, i a l'estiu a Ranelagh i els jardins Vauxhall.
El duc de Cumberland va prendre Parke (1783) al seu grup, dirigit per Baumgarten, i el Príncep de Gal·les el va emprar en els concerts de "Carlton House", amb un sou de 100 lliures. Va ser un destacat intèrpret a l'Antient, el professional i altres concerts. El 1815, a l'edat de setanta anys, es va retirar; i va morir a Londres el 2 d'agost de 1829. Va compondre alguns concerts d'oboè, però no els va publicar. Henry Parke, l'arquitecte, era el seu fill.
La seva filla gran, Maria Hester Parke, després Beardmore (1775-1822), vocalista, pianista i compositor, nascuda el 1775, va ser ensenyada en els principis pel seu pare.